# Pan-Arabische Spelen 1957
De 2de Pan-Arabische Spelen werden gehouden in Beiroet, Libanon van 12 oktober tot en met 27 oktober 1957. Er deden in totaal 914 atleten mee van tien verschillende landen in twaalf sporten.

## Medaillespiegel
| N  | Land          | Goud | Zilver | Brons | Totaal |
| -- | ------------- | ---- | ------ | ----- | ------ |
| 1  | Libanon       | 33   | 37     | 20    | 90     |
| 2  | Tunesië       | 25   | 10     | 21    | 56     |
| 3  | Irak          | 15   | 13     | 17    | 45     |
| 4  | Marokko       | 10   | 10     | 7     | 27     |
| 5  | Syrië         | 8    | 13     | 11    | 32     |
| 6  | Jordanië      | 3    | 4      | 3     | 10     |
| 7  | Libië         | 0    | 0      | 0     | 0      |
| 8  | Saoedi-Arabië | 0    | 0      | 0     | 0      |
| 9  | Algerije      | 0    | 0      | 0     | 0      |
| 10 | Koeweit       | 0    | 0      | 0     | 0      |

1953 · 1957 · 1961 · 1965 · 1976 · 1985 · 1992 · 1997 · 1999 · 2004 · 2007 · 2011 · 2023 · 2025

Sporten: Atletiek · Badminton · Basketbal · Boksen · Bowlen · Breakdance · Gewichtheffen · Gymnastiek · Handbal · Judo · Karate · Schaken · Schermen · Tafeltennis · Voetbal · Volleybal · Wielersport · Worstelen · Zeilen · Zwemmen